# Takin
Takinul este o capră-antilopă găsită în Himalaya de Est.
Există patru subspecii: taxicolor B. taxicolor, Takin Mishmi; taxicolor bedfordi B., Shanxi sau Golden Takin; taxicolor tibetana B., tibetan sau Sichuan Takin; si taxicolor alb B., Takin Bhutan. Cercetare mitocondrială [2] arată că Takinii sunt legate de oi, similitudinii sale cu muskox fiind un exemplu de evoluție convergente. Takinul este animalul național din Bhutan.
Takin stand 100–130 cm (39–51 in) la umăr și se cântărește până la 350 kg (770 lb) [3] Acestea au fost comparat cu un "elan albină-înțepat", din cauza aspectului umflate ale feței. . Ele sunt acoperite într-o lână de aur gros, care devine negru pe sub burta. Ambele sexe au coarne mici care rula paralel cu craniu și apoi rândul său, în sus într-un punct scurt, acestea sunt în jur de 30 cm (12 in) timp.
Takin se gasesc in padurile bambus la altitudini de la 1000 la 4500 de metri (3300 la 15.000 ft), unde se mananca boboci de iarbă, si frunze. Takin sunt diurne, activi în a doua zi, odihnindu-se de căldură în zilele deosebit de însorite. Takin aduna in turme mici în timpul iernii și turme de până la o sută de persoane, în vara; masculii vechi sunt solitare.
Takin sunt întretinute si păstrate într-un compus din afara Thimphu. Legenda spune Takin există doar în Bhutan si nicaieri altundeva fiind considerat animal sacru.
În mitologie Bhutan a selectat Takin ca animalul nationale bazate pe atât unicitatea si asocierea sa cu istoria țării religioase si mitologie. Conform legendei, atunci când Lama Drukpa Kunley (numit "nebun divin"), a vizitat Bhutan, în secolul 15, o adunare mare de credincioși s-au adunat din întreaga țară de a asista la puterile sale magice. Poporul a cerut lama pentru a efectua un miracol. Cu toate acestea, sfânt, în felul său obișnuit neortodoxe si scandalos, a cerut ca el să fie primul servit "o vacă integral si o capră pentru masa de prânz. El a devorat aceste cu poftă si a plecat doar oasele. După închirierea un burp mare si mulțumit, a luat capul de capră și lipite-l pe oasele de vaca. Si apoi, cu o clipă de degete, el a poruncit fiara ciudat să se ridice si pasc pe munte. Spre uimirea oamenilor animalul sa sculat si a fugit până la pajistilor să pască. Acest animal a ajuns să fie cunoscut sub numele de tsey gyem dong (Takin) si la această zi, aceste animale pot fi văzute pășunat pe versanti din Bhutan.